# St. Georg (Alt-Münsterberg)

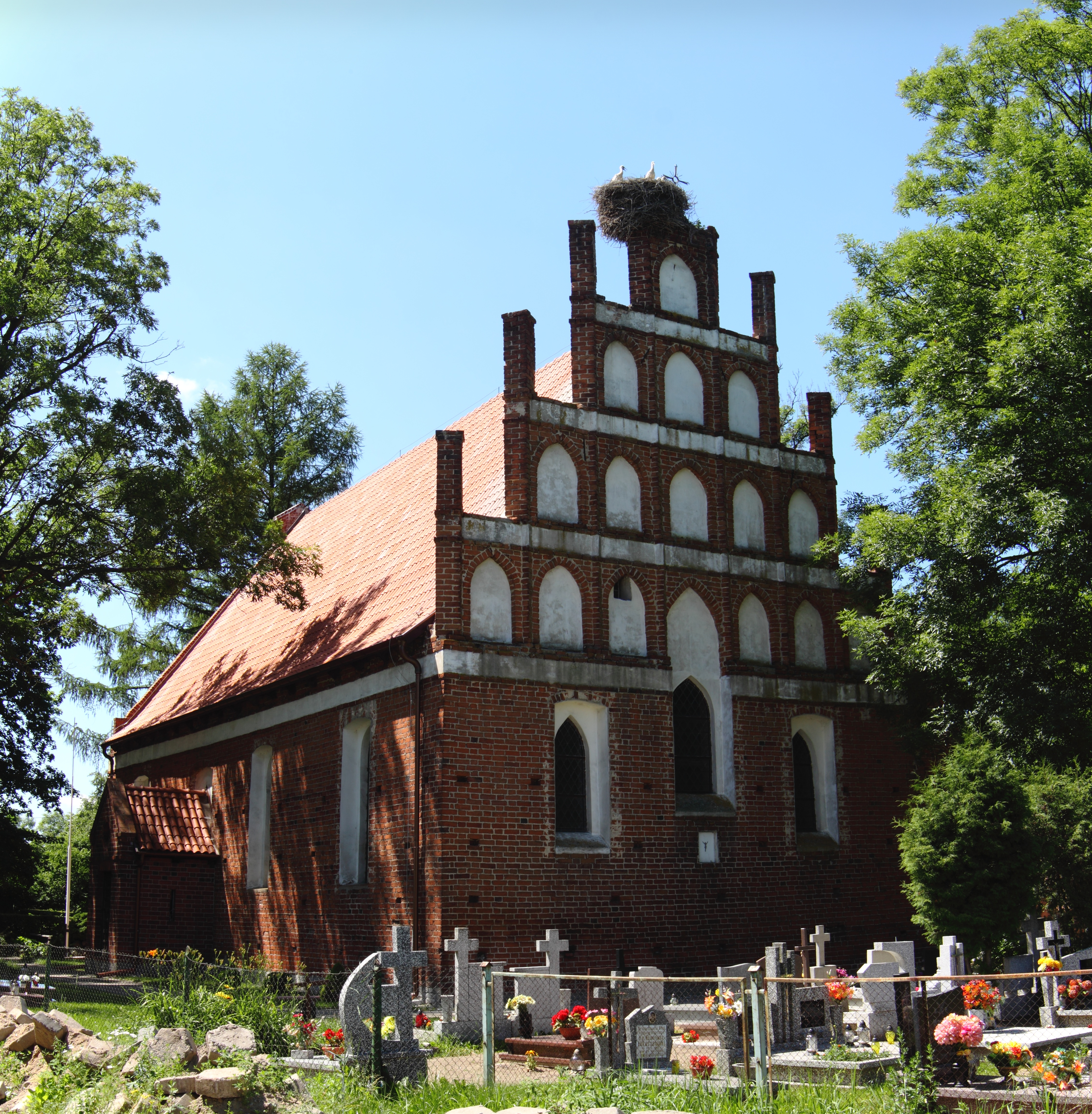
Kirche St. Georg Alt-Münsterberg

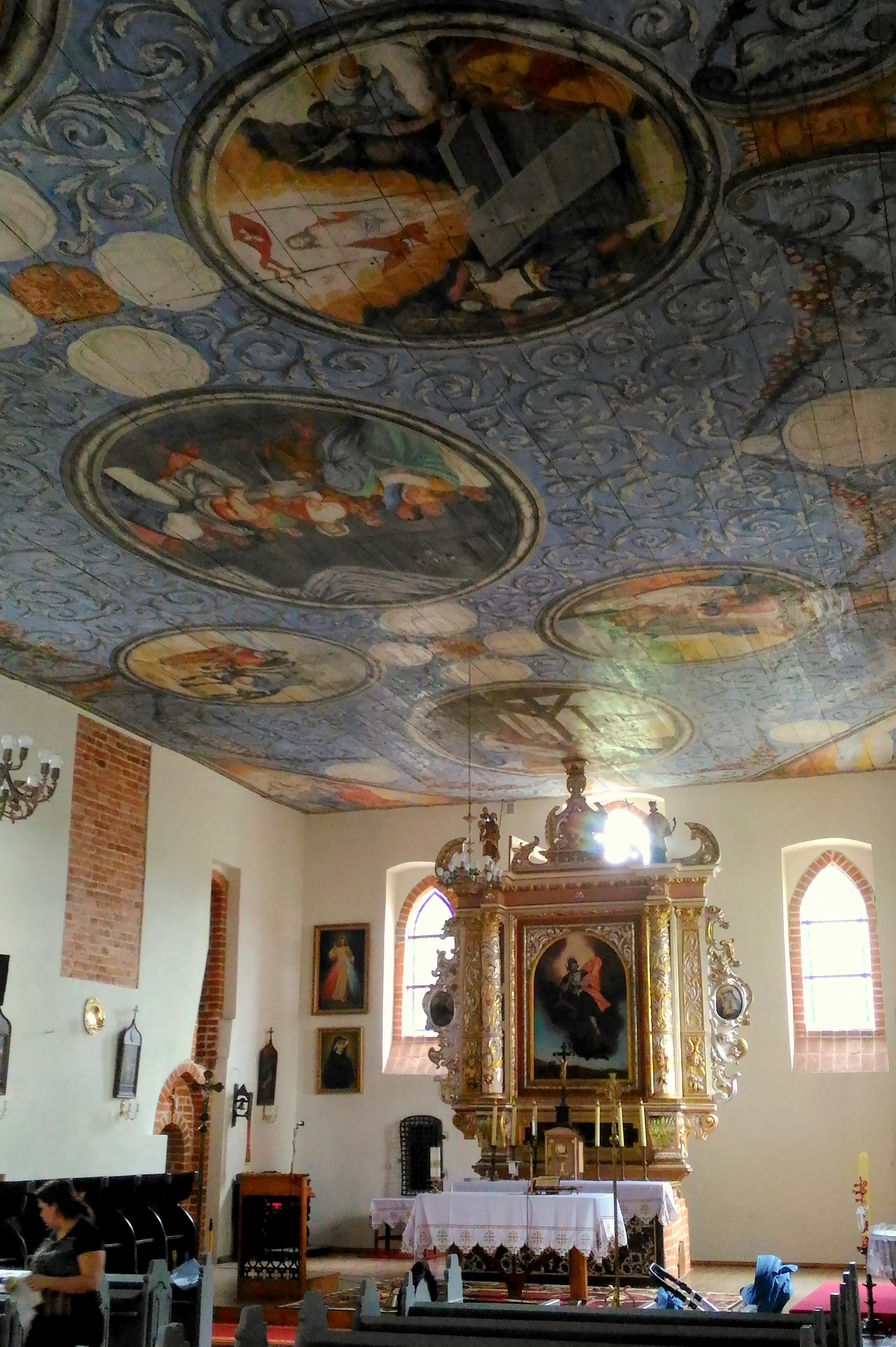
Innenansicht

Die römisch-katholische Kirche St. Georg in Stara Kościelnica (Altmünsterberg), einer Ortschaft der Gmina Miłoradz, ist ein Kirchengebäude in der Woiwodschaft Pommern in Polen. Der gotische Backsteinbau im früheren deutschen Kreis Marienburg stammt aus der Zeit des Deutschen Ordens.

## Geschichte
Im Jahr 1323 verlieh Großkomtur Werner von Orseln an Heinrich von Münsterberg 60 Hufen Land zur Dorfgründung nach kulmischem Recht. Die Kirche wurde 1380/90 erbaut, gleichzeitig mit der benachbarten Kirche in Mielenz, in die Altmünsterberg zuvor eingepfarrt war. Das Fälldatum der Holzbalken im Dach des Langhauses konnte auf 1386/87 bestimmt werden. Nach Angaben des Zinsbuchs gab es um 1390 zwei Pfarrhufen im Dorf. Für 1436 ist überliefert, dass die Einwohner des Dorfes bei Meister Jürgen in Danzig gegen Anzahlung von 12 Mark ein Bildwerk bestellen. Später beschweren sich der Pfarrer und die Kirchenväter darüber, dass die Arbeit noch nicht geliefert ist und verlangten die Rückgabe des Geldes. Das Holz der Balken im Dachwerk der Sakristei sowie bei der Treppe zur Empore konnte auf 1468/69 bestimmt werden. Der Glockenturm, dessen oberer Teil aus Holz bestand, wurde nach Sturmschaden 1818 abgetragen. Die Vorhalle stammt von 1913.

## Bauwerk
Der Bau ist ein ungewölbter Saalbau ohne Strebepfeiler mit Westturm, der Westgiebel ist neuzeitlich. An den Fundamenten wurde Feldstein verwendet, das aufgehende Mauerwerk ist Backstein im gotischen Verband. Nach Süden hat der Bau drei, nach Norden zwei spitzbogige Fenster in segmentbogigen Nischen. Es sind Reste einer möglicherweise mittelalterlichen Putzrahmung der Fenster erkennbar. Im Süden und Westen hat der Bau gestufte Portale. Auf der Chorseite befindet sich ein in den Giebel hineinragendes spitzbogiges Mittelfenster, das von zwei Spitzbogenfenstern in segmentbogig schließender Blende flankiert ist. Ein eingefasstes Putzband bildet den Horizontalabschluss. Die Kirche hatte einen 1818 abgebrochenen Turm im Westen, dessen Erdgeschoss gemauert war. Der kleingliedrige Ostgiebel, Blickfang des Baus, ist ein siebenachsiger Staffelgiebel mit gestapelten Spitzbogenblenden, getrennt durch Dreiecksvorlagen, die fialenartig enden. Jede Stufe wird durch ein eingefasstes Putzband abgeschlossen, das über den ganzen Giebel läuft. Die schmucklose Sakristei steht an der Nordostseite des Langhauses in der Flucht mit der Ostwand.